# Sofia Helin

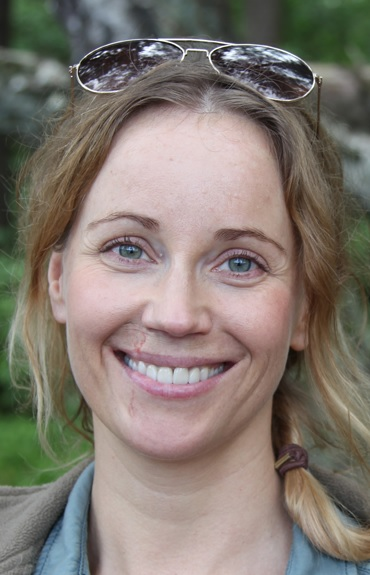
Sofia Helin (2012)

Sofia Margareta Helin (* 25. April 1972 in Hovsta, Gemeinde Örebro) ist eine schwedische Schauspielerin. Sie ist vor allem für ihre Rolle als Saga Norén in der dänisch-schwedischen Fernsehproduktion Die Brücke – Transit in den Tod bekannt.

## Leben und Karriere
Sofia Helin wuchs in einer kleinen Gemeinde nahe Linköping auf. Ihr Vater war Vertreter und ihre Mutter arbeitete als Krankenschwester. Sie nahm bereits in der Schule an Theateraufführungen teil. Ein begonnenes Studium der Ideengeschichte an der Universität Lund brach sie ab. Von 1994 bis 1996 besuchte Helin stattdessen die Calle Flygares teaterskola, eine Schauspielschule in Stockholm. 2001 schloss sie ihre Ausbildung an der Teaterhögskolan (Theaterhochschule) in Stockholm ab, wo sie u. a. gemeinsam mit Joakim Nätterqvist studiert hatte. Daraufhin folgten verschiedene Bühnenengagements in der schwedischen Hauptstadt, u. a. am Stockholmer Stadttheater und am Reichstheater.
2005 wurde Helin für den schwedischen Filmpreis Guldbagge als beste Hauptdarstellerin für ihre Rolle in Zurück nach Dalarna nominiert. 2007 wirkte sie in der Verfilmung von Jan Guillous Romanreihe um den schwedischen Tempelritter Arn Magnusson mit.
In der schwedisch-dänischen TV-Krimiserie Die Brücke – Transit in den Tod verkörperte Helin zwischen 2011 und 2018 in 4 Staffeln die weibliche Hauptrolle der Saga Norén, einer Kommissarin mit autistischen Zügen. 2017 spielte sie in dem deutschen dreiteiligen Fernsehfilm Der gleiche Himmel neben Tom Schilling und Friederike Becht mit. 2020 war sie in der 2. Staffel der australischen Fernsehserie Mystery Road – Verschwunden im Outback als schwedische Archäologin zu sehen. In der norwegischen Serie Atlantic Crossing verkörpert sie Märtha von Schweden, die Mutter des heutigen Königs von Norwegen Harald V., die während des Zweiten Weltkrieges Zuflucht in den USA im Weißen Haus fand. 2021 erschien der norwegische Film Utvandrarna. 2023 spielte sie in der schwedischen Krimiserie Iris – Die Wahrheit die namensgebende Titelfigur. Helin ist 2024 in der dritten Staffel der britischen Fernsehserie Alex Rider neben Otto Farrant zu sehen.
Helin hat mit der skandinavischen Produktionsfirma Nordic Drama Queens einen mehrjährigen Vertrag abgeschlossen, bei dem sie auch hinter der Kamera an der Entwicklung von Filmen und Serien beteiligt ist.

## Privatleben
Sofia Helins Eltern ließen sich scheiden, als sie vier Jahre alt war. Als sie 10 Tage alt war, starb ihr sechsjähriger Bruder bei einem Autounfall.
Zur Zeit ihrer Schauspielausbildung erlitt sie im Alter von 24 Jahren einen schweren Fahrradunfall, von dem Narben im Gesicht zurückblieben.
Sofia Helin lebt in Stockholm und ist mit ihrem (ebenfalls schwedischen) Schauspielkollegen Daniel Götschenhjelm verheiratet. Die beiden haben einen gemeinsamen Sohn (* 2003) und eine Tochter (* 2009).
Helin unterstützt die gemeinnützige Organisation WaterAid. So wurde zum Beispiel 2018 der Porsche 911, den sie in ihrer Rolle als Saga Norén in Die Brücke fährt, auf einer Wohltätigkeitsauktion für 125.000 britische Pfund versteigert.

## Filmografie (Auswahl)
- 1997: Rederiet (Seifenoper)
- 1998: Aspiranterna (Fernsehserie, 7 Folgen)
- 2002–2003: Tusenbröder (Fernsehserie, 10 Folgen)
- 2002: Kommissar Beck – Die letzte Zeugin (Beck – Sista vittnet)
- 2003: Klaras Fall – Die Spur führt ins Leere (Rånarna)
- 2004: Fyra nyanser av brunt
- 2004: Zurück nach Dalarna! (Masjävlar)
- 2005: Blodsbröder
- 2007: Nina Frisk
- 2007: Arn – Der Kreuzritter (Arn – Tempelriddaren)
- 2008: Arn – Riket vid vägens slut
- 2009: Metropia
- 2011–2018: Die Brücke – Transit in den Tod (Bron/Broen, Fernsehserie, 38 Folgen)
- 2013: Drachenkrieger – Das Geheimnis der Wikinger (Gåten Ragnarok)
- 2017: Die göttliche Ordnung (Petra Volpe)
- 2017: Der gleiche Himmel
- 2017: That Good Night
- 2017: Schneemann (The Snowman)
- 2018: Lifeboat
- 2021: Exit (Fernsehserie, 5 Folgen)
- 2020: Atlantic Crossing (Fernsehserie, 8 Folgen)
- 2020: Mystery Road – Verschwunden im Outback (Fernsehserie, 6 Folgen)
- 2021: Utvandrarna
- 2022: Lust (Fernsehserie, 8 Folgen)
- 2023: Life Live (Leva Life, Fernsehserie)[10]
- 2023: Limbo (Fernsehserie, 6 Folgen)
- 2023–2024: Iris – Die Wahrheit (Sanningen, Fernsehserie, 6 Folgen)
- 2024: Alex Rider (Fernsehserie, 7 Folgen)